# Nissan 370Z
El Nissan 370Z es un automóvil deportivo producido por el fabricante japonés Nissan. Fue presentado en el Salón del Automóvil de Los Ángeles el 29 de octubre de 2008.
Es la sexta generación de la saga Nissan Fairlady Z; originalmente se introdujo el primer modelo en 1969 con el Datsun 240Z. Entró en producción en enero de 2009 y la versión roadster lo hizo en 2010. Sus principales rivales son: Audi TT, BMW Z4, Mercedes-Benz Clase SLK, Porsche Boxster, Porsche Cayman y Jaguar F-Type.
En 2020 y luego de más de 10 años en el mercado, se deja de producir el para dar paso a su nueva generación, presentándose en septiembre de ese mismo año, el Nissan Z Proto. Al año siguiente, en agosto de 2021, se presentaría su versión de producción: el Z (34), que iniciaría su fabricación a partir de marzo de 2022 y se comercializará ya como modelo 2023.

## Diseño
Sustituye al 350Z ofrece más potencia con menor consumo, es más ligero, con dimensiones diferentes e incorpora interesantes novedades que los convierten en un atractivo y excitante deportivo. 
Se ha construido sobre una plataforma nueva que, en realidad, desarrolla la de su antecesor en la que la distancia entre ejes se ha reducido en 10 cm (3,9 pulgadas), pero se han aumentado las vías en 1,5 cm (0,6 pulgadas) la delantera y 5,5 cm (2,2 pulgadas) la trasera, con lo que se mejora la estabilidad y la agilidad, sobre todo en los pasos de curva.
Tiene motor delantero montado longitudinalmente de tracción trasera. El vehículo cuenta con un capó largo, como es común en los Fairlady Z y una luneta trasera estilo Fastback.
El interior del habitáculo es un diseño sencillo. El principal indicador se monta directamente a la columna de dirección, que permite su movimiento para que coincida con los ajustes del volante. Los medidores adicionales se montan en el centro. El tablero de instrumentos incluye información como: consumo de combustible, distancia recorrida, mantenimiento y estado del vehículo junto al tacómetro de gran tamaño.
Tiene un óptimo balance entre peso y rigidez que permite manejar con confianza bajo cualquier condición. A diferencia del 350Z, en el 370Z sí se puede hacer uso de la guantera delantera.
Estéticamente, recibe una nueva gama de llantas de aleación de 18 y 19 pulgadas (45,7 y 48,3 cm), estas últimas disponibles solamente al adquirir el paquete deportivo. Se incorpora también un paragolpes delantero rediseñado con unas luces LED diurnas integradas y dos nuevos colores de carrocería: rojo magma y azul medianoche.

## Ingeniería

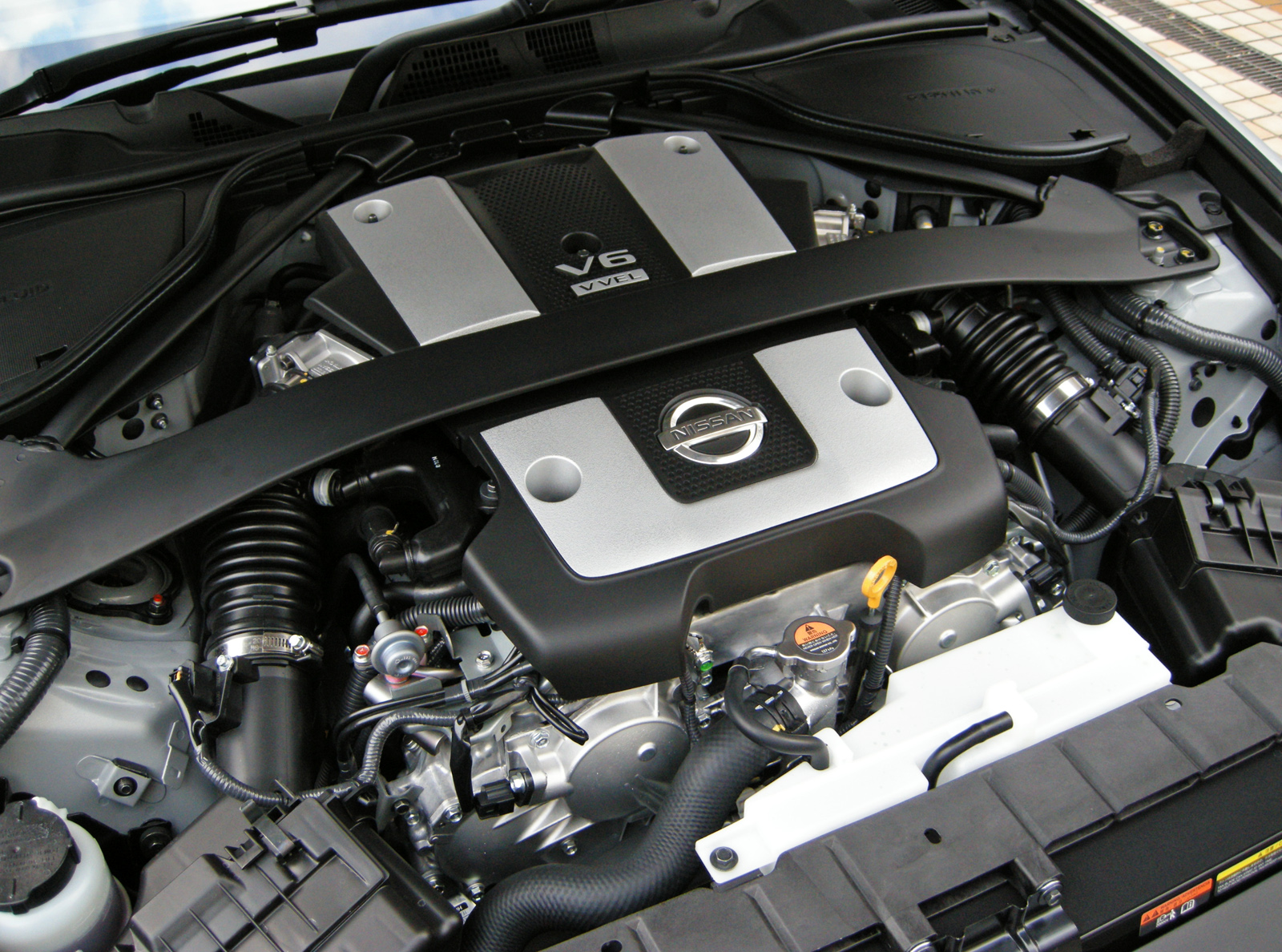
Motor VQ37VHR de 3,7 litros.

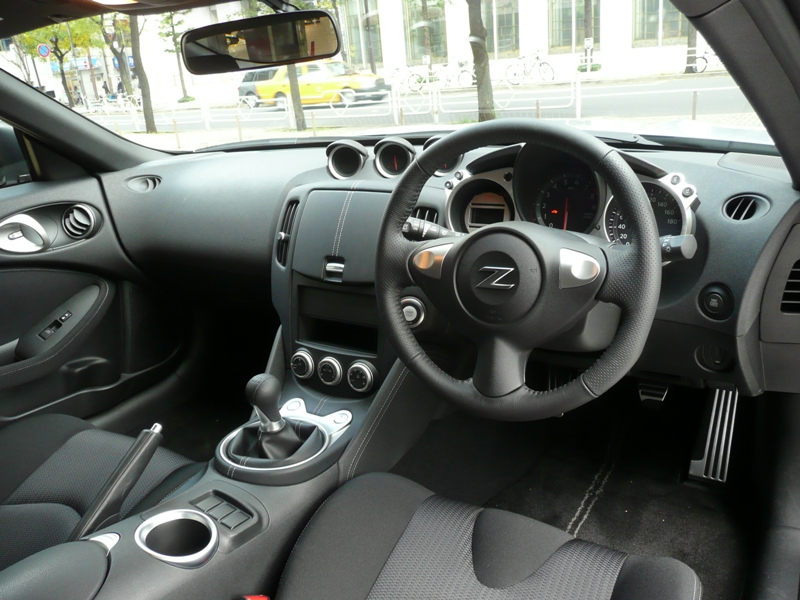
Habitáculo interior con el volante a la derecha.

Las dimensiones exteriores son más pequeñas que las del 350Z y se utilizan paneles de aluminio en la puerta, el capó y aluminio para reducir peso.
Tiene un 30% de rigidez torsional, incluyendo una nueva suspensión delantera para reducir la flexión lateral, en el trasero nuevos refuerzos estructurales y una parte inferior para ayudar a reducir la flexión lateral en la parte trasera. Otras mejoras incluyen la utilización de un compuesto de fibra de carbono en el radiador y el fortalecimiento de la parte trasera y guardabarros. La torsión trasera aumenta un 22% y en vertical un 30% y un menor peso de unos 32 kg (71 lb), que se ha conseguido con un mayor uso del aluminio en sus construcción, como en las puertas, el capó o el portón trasero logrando que la carrocería pese 26 kg (57 lb) menos, pero también en otras piezas como el subchasis o las suspensiones.
La transmisión manual de 6 velocidades es la primera que ofrece el modo "SynchroRev Mach", que simplifica los cambios al tocar un botón. También existe la variante de transmisión automática de 7 velocidades con modo manual. En cuanto a los elementos de seguridad, cuenta con ABS en las 4 ruedas, EBD, control de estabilidad (ESP) que se puede desactivar, además de un diferencial autoblocante, asistencia de frenada, airbags frontales, laterales y de cortina, así como una suspensión delantera de doble parrilla y trasera independiente.
Lleva neumáticos deportivo desarrollados por la empresa japonesa Yokohama de diferente ancho en la parte delantera 225 y trasera 245, así como llantas de 18 pulgadas (45,7 cm) que, opcionalmente, pueden ser de 19 pulgadas (48,3 cm) en aluminio y en este caso llevan neumáticos Bridgestone Potenza.
La carrocería es 6,5 cm (2,6 pulgadas) más corta que la del 350Z, pero tres centímetros más ancha por el aumento de las vías. La altura es la misma, aunque también ha bajado el centro de gravedad al colocar los asientos en una posición más baja que no hace que sea más incómodo al entrar y salir del vehículo.
El nuevo motor de 3696 cm³ (3,7 L; 225,5 plg³), aunque también se deriva del anterior, pero al que se le han cambiado o modificado el 35% de sus piezas, está construido en aluminio y consigue una elevada potencia a bajas revoluciones y un mayor par. Se ha introducido en este motor el sistema que controla el tiempo y apertura de las válvulas para regular la entrada del aire, que optimiza la eficiencia del motor a pesar de ser un sistema sencillo. El resultado es un motor con una reducción del 11% en el consumo así como las emisiones de CO2.
La última actualización llegó a finales de agosto de 2017 que solamente afecta a la versión cupé. La novedad más importante es que el cambio manual tiene un nuevo embrague del fabricante EXEDY, con un mejor rendimiento en las reducciones y un pedal que se acciona con menos fuerza. Otros cambios son un nuevo color para la carrocería «Red Metallic», un diseño nuevo de llanta de 19 pulgadas (48,3 cm), el color negro de algunas partes de la carrocería, unos faros y pilotos oscurecidos y un sistema multimedia actualizado.
El cambio automático funciona muy bien en la mayor parte de las circunstancias. La séptima marcha es de desahogo. Su funcionamiento puede ser completamente automático o bien el conductor puede seleccionar marchas desde la palanca que hay entre los asientos o con unas levas ubicadas tras el volante muy grandes y cómodas. Si se maneja con las levas, el cambio se comporta prácticamente como uno manual y no supone un freno para disfrutar de la conducción en carreteras de curvas.
Para la versión europea, la potencia se ha actualizado a 328 CV (324 HP; 241 kW) a las 7000 rpm y un par máximo de 363 N·m (268 lb·pie) a las 5200 rpm.

## 370Z Roadster
Presenta un carácter fresco que resulta evidente de forma inmediata con su nuevo y vigoroso diseño exterior, que es más deportivo, pero que conserva su indiscutida identidad “Z”. La súper evolución del modelo posee las mejores características, tanto de la primera, como de la última generación de esta tradicional línea, brindando así el punto óptimo de desempeño, estilo y valor.
Tiene capota de material textil plegable en solamente 20 segundos. Está alimentado por un motor de gasolina con distribución de válvulas variable, resultando un vehículo excepcional. Es un deportivo de raza que transmite su esencia en cada uno de sus movimientos.
Proporciona lo mejor de las transmisiones manuales y automáticas, desde una aceleración hasta un silencioso recorrido a alta velocidad con un eficiente consumo de combustible.
A diferencia del cupé, su altura aumenta ligeramente de 1315 a 1325 mm (51,8 a 52,2 plg), mientras que el peso en orden de marcha sufre un incremento de 1570 a 1625 kg (3461 a 3583 lb).

## 370Z Nismo

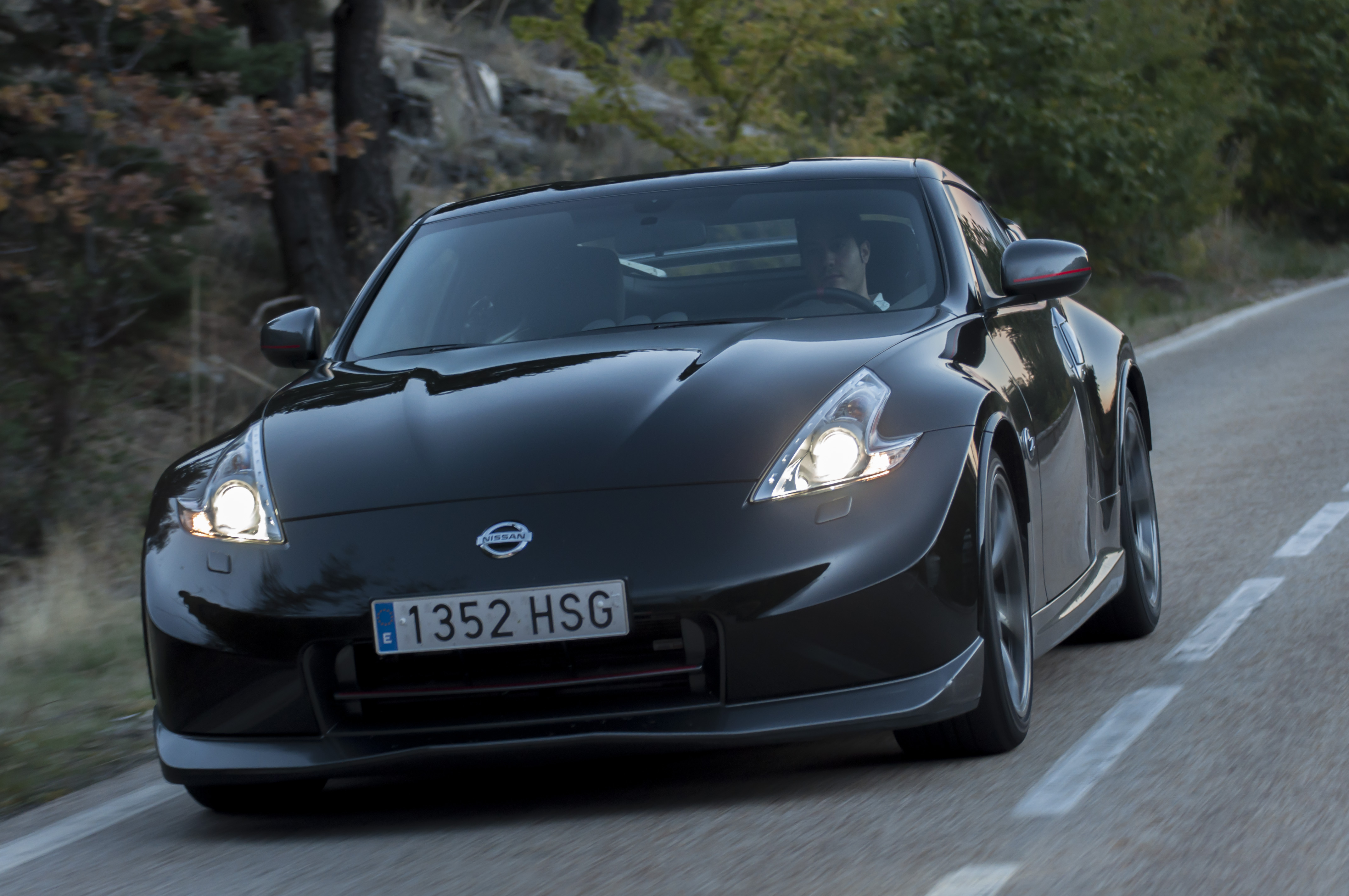
Prueba de manejo del 370Z Nismo el 29 de octubre de 2013.

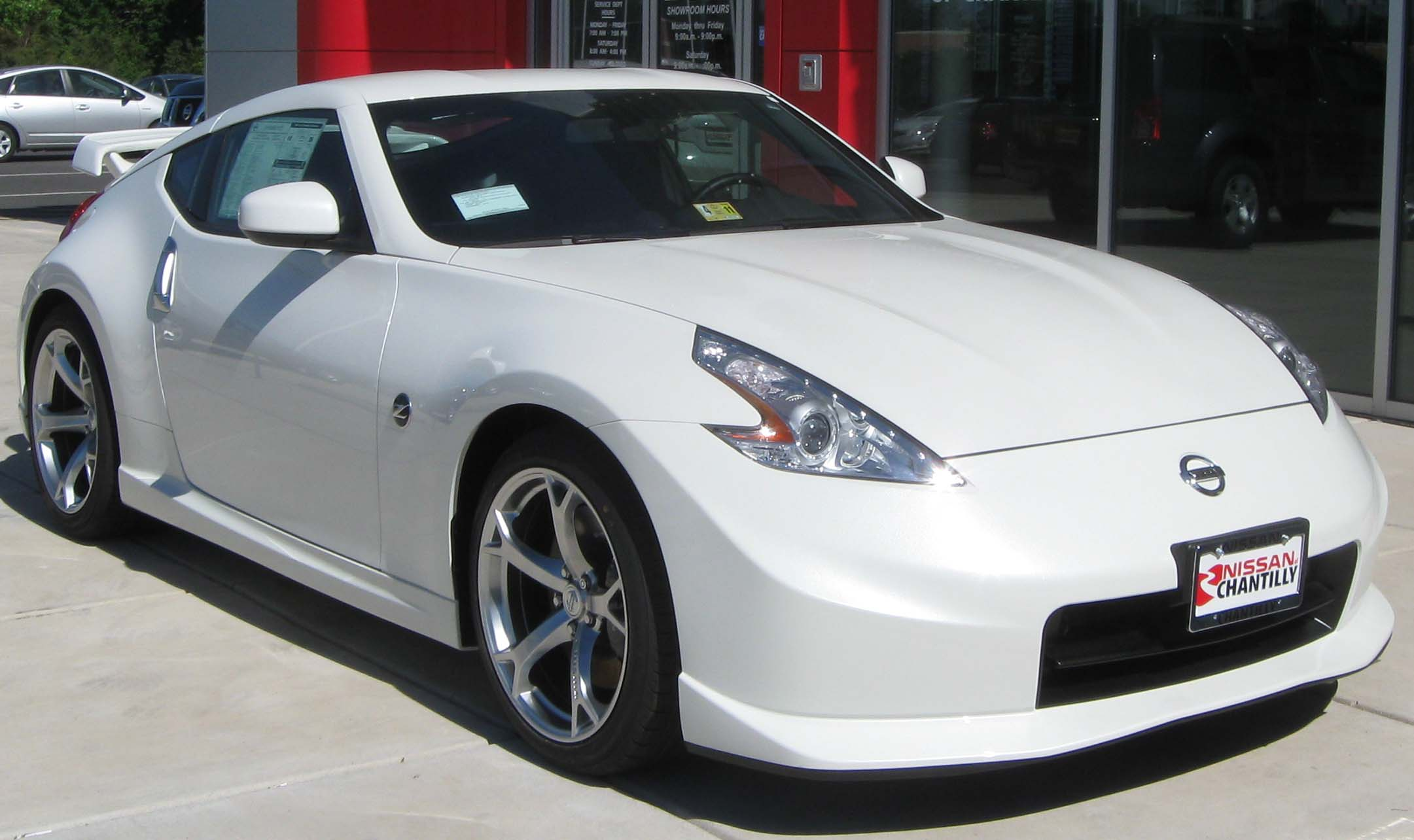
370Z Nismo de 2010 en Chantilly (Virginia).

El diseño del 370 Nismo cambia para generar mayor aerodinámica y un diseño más deportivo.
El motor del 370Z Nismo le entregan una potencia máxima aumentada a 350 HP (355 CV; 261 kW) a las 7400 rpm y un imponente par máximo de 276 lb·pie (374 N·m), es decir, respecto a la versión normal gana 18 HP (13,4 kW) y 6 lb·pie (8 N·m). De igual forma, lleva una configuración diferente de amortiguación y diferencial, así como frenos más grandes. Tiene una caja de cambios manual de 6 velocidades o una automática de 7 velocidades.
Los extra en la fascia delantera y trasera fueron pensados para darle mayor carga aerodinámica y mejorar su paso por curva. De igual forma, estrena llantas de 19 pulgadas (48,3 cm) de la marca Rays con diseño NISMO, que además de verse  excelente en un acabado bitono, son más ligeros; y para recordarnos la versión de la que se trata, añade varios emblemas de Nismo en diferentes zonas de la carrocería.
Por dentro, también recibe un tratamiento especial con varios detalles para mejorar su aspecto y algunas funciones, por ejemplo, destacan los asientos deportivos Recaro, un cuadro de instrumentos con un diseño diferente, volante con una línea roja al centro y algunos otros insertos.
Llevaba un sistema de infotenimiento con una pantalla de 7 pulgadas (17,8 cm), conexión Bluetooth, radio AM/FM, puertos USB, entrada auxiliar y navegación, además de un sistema de audio Bose de seis bocinas y doble subwoofer.
Al frente cuenta con una suspensión de doble horquilla con barra estabilizadora y en la parte trasera Multilink también con barra estabilizadora.
El escape dual de flujo libre, combinado con una configuración de conductos tipo H-Pipe, reduce la presión trasera hasta en un 30%. El resultado es potencia con alto nivel de respuesta para entregar una marcha completamente excitante.
La estructura del NISMO está reforzada con paneles especiales montados en la barra frontal y en la parte trasera, debajo del área del maletero, los cuales reducen significativamente las vibraciones para otorgar un mejor control al volante. Por su parte, los soportes delanteros cuentan con refuerzos que optimizan la rigidez general de la carrocería.
Cuenta con frenos deportivos con pinzas (cálipers) rojos. Los frontales son de 14 pulgadas (35,6 cm) y 4 pistones, mientras los traseros de 13,8 pulgadas (35,1 cm) y 2 pistones. Tomando como referencia la ingeniería del legendario Súper Auto Nissan GT-R, estos frenos cuentan con mangueras de alta rigidez y fluido de alto desempeño.
Desarrollada para devorar un día en la pista, la agresiva suspensión independiente con especificaciones de competencia es capaz de satisfacer las más altas exigencias de manejo. Los amortiguadores delanteros y traseros de alto desempeño absorben impactos y limitan el movimiento de la carrocería.
Para incrementar la fuerza de adherencia que ayuda al conductor a mantener la estabilidad en altas velocidades, integra una fascia delantera rediseñada de acuerdo a pruebas en pista, mientras que el difusor y spoiler trasero también han sido mejorados.

## Ficha técnica
| Modelos                               | Coupé y Roadster | Nismo |
| ------------------------------------- | --- | --- |
| Alimentación                          | Inyección electrónica ECCS, naturalmente aspirado.                                                                       | Inyección electrónica ECCS, naturalmente aspirado.                                                                       |
| Distribución                          | Doble (DOHC) árbol de levas a la cabeza por cada bancada de cilindros y 4 válvulas por cilindro (24 en total), con VVEL. | Doble (DOHC) árbol de levas a la cabeza por cada bancada de cilindros y 4 válvulas por cilindro (24 en total), con VVEL. |
| Capacidad del depósito de combustible | 72 litros (19,0 galAm).                                                                                                  | 72 litros (19,0 galAm).                                                                                                  |
| Potencia máxima                       | 332 HP (337 CV; 248 kW) @ 7000 rpm.                                                                                      | 350 HP (355 CV; 261 kW) @ 7400 rpm.                                                                                      |
| Par máximo                            | 270 lb·pie (366 N·m) @ 5200 rpm.                                                                                         | 276 lb·pie (374 N·m) @ 5200 rpm.                                                                                         |
| Aceleración 0-100 km/h (62 mph)       | 5,6 segundos (auto.) | 5,2 segundos (man.) |
| Emisiones de CO2                      | 249 g (8,8 onzas)/km (man.) 247 g (8,7 onzas)/km (aut.)                                                                  | 276 g (9,7 onzas)/km (man.)                                                                                              |

## En la cultura popular
Ha aparecido en varias series de franquicias de videojuegos de carreras como: Asphalt, Need for Speed, Grand Theft Auto, Forza, Gran Turismo, entre otros.